# 石岡沙織
石岡 沙織（いしおか さおり、1987年9月13日 - ）は、日本の女性総合格闘家。広島県廿日市市出身。空手道禅道会所属。

## 来歴
2007年2月18日に禅道会の大会で初試合を行い、腕ひしぎ十字固めで一本勝ち。3月11日のスマックガール・新宿FACE大会で高林恭子を相手にプロデビュー。
活動拠点を広島から東京の小金井道場に移した2007年9月2日、リアルファイティング空手道選手権大会・女子52kg以下級に出場。決勝で山戸志保に3-0で判定勝ちし、優勝を果たした。
2007年9月6日、プロ4戦目となった試合で格上の吉田正子を3-0の判定で下し注目を集める。
2007年12月、スマックガールが新体制となり石岡は岡田円、長野美香と共に「スマック三銃士」として売り出され、翌2008年2月14日に後楽園で行われたWORLD ReMix TOURNAMENT 2008のライト級（-52kg）トーナメントに抜擢されたが、1回戦でハム・ソヒの強打に初回ダウンを喫し、挽回できないまま判定負けを喫した。
2008年8月31日、Giグラップリング2008 QUEEN TOURNAMENTエキスパート52.0kg以下級に出場。1回戦で阿部恭子と対戦し、腕ひしぎ十字固めで一本負け。
2008年11月16日、JEWELS 旗揚げ戦のメインイベントで長野美香と対戦し、3-0の判定勝ちを収めた。
2009年5月16日、JEWELS 3rd RINGにて初めてシュートボクシングルールに挑戦、岡加奈子にパンチでダウンを奪い判定勝ちした。試合後のリング上に藤井惠を呼び込み対戦要求を行い、藤井もこれを受諾した。
2009年7月11日、JEWELS 4th RINGで藤井惠とグラウンドパンチありのJEWELS特別ルールで対戦し、腕ひしぎ十字固めで一本負けを喫した。
2009年8月23日、シュートボクシングの女子トーナメント「Girls S-cup 2009」に出場。1回戦は高橋藍にパンチによる2度のダウンと投げでのシュートポイントを奪い判定勝利するが、準決勝のRENA戦ではアクシデントで負傷、タオルが投入されTKO負けとなった。
2009年10月4日、リアルファイティング空手道選手権大会・女子52kg以下級に出場。4年ぶりに復帰した金子真理に一本勝ちし、優勝を果たした。
2009年12月11日、JEWELS 6th RINGのメインイベントでサリー・クラムディアックと52.5kg契約で対戦し、腕ひしぎ十字固めで一本勝ち。試合後、ハム・ソヒを始めとして高林恭子、V一、藤井惠と過去に敗れた相手へのリベンジ戦を要求した。
2009年12月20日、「ジュエルス1周年記念パーティ&表彰式」が開催され、最優秀選手賞、年間最高試合賞（JEWELS 4th RING、vs. 藤井惠）を受賞した。
2010年3月19日、JEWELS 7th RINGに出場予定であったが、練習中の怪我により欠場となった。
2010年5月23日、5か月ぶりの復帰戦となったJEWELS 8th RINGのメインイベントで市井舞と対戦し、腕ひしぎ十字固めで一本勝ちを収めた。
2010年7月31日、JEWELS 9th RINGのメインイベントとして行われた初代ライト級（-52kg）女王決定トーナメントの1回戦でプロデビュー3戦目の能村さくらと対戦するも、能村に抑え込まれ続け0-3の判定負け。試合後、小金井道場の西川享助道場長から、1か月前にウイルス性髄膜炎にかかり、1週間入院していたことが明かされた。
2010年8月、敗戦のショックから自分を見つめ直すため休養を取ることになったが、同月終わりに復帰することを決めた。
2010年10月3日、復帰戦となったリアルファイティング空手道選手権大会・女子52kg以下級に出場。準決勝で瀧本美咲、決勝で金子真理に優勢勝ちを収め、2年連続の優勝を果たした。
2010年10月10日、JEWELSでの復帰戦となったJEWELS 10th RINGで出直しマッチとして第1試合に出場。セリーナと対戦し、3-0の判定勝ちを収めた。
2010年12月17日、JEWELS 11th RINGの初代ライト級（-52kg）女王決定トーナメント・リザーブマッチでアミバと対戦し、腕ひしぎ十字固めで一本勝ちを収めた。
2011年1月8日のDEEPマカオ大会への出場が発表されていたが、直前になって大会が延期になった。
2011年2月25日、DEEP 52 IMPACTにてハム・ソヒと3年ぶりに対戦したが、前回同様打撃で圧倒され判定0-3の完敗、雪辱はならなかった。
2014年5月18日、DEEP JEWELS 4にて結婚・出産のため2年ぶりの復帰戦となった試合でSARAMIと対戦し、腕ひしぎ十字固めで一本勝ちを収めた。
2014年11月3日、DEEP JEWELS 6にてDEEP JEWELSフェザー級（-48kg）タイトルマッチで過去に2度敗れているハム・ソヒと対戦し、石岡が1R開始直後からペースを握ってテイクダウンからグラウンドの展開に持ち込むと、次々に関節技を仕掛けて攻め込み終盤には腕ひしぎ十字固めが極まりかけるが、2Rに入ると失速し腕ひしぎ十字固めで一本負けを喫した。
2017年8月26日、DEEP JEWELS 17で行われたRIZIN女子スーパーアトム級（-49kg）トーナメント出場者決定戦で浅倉カンナと対戦し、判定負けを喫した。
2018年7月29日、RIZIN.11で山本美憂と対戦し、1-2の判定負けを喫した。

## 戦績

### 総合格闘技
| 総合格闘技 戦績 | 総合格闘技 戦績 | 総合格闘技 戦績 | 総合格闘技 戦績 | 総合格闘技 戦績 | 総合格闘技 戦績 | 総合格闘技 戦績 |
| --------------- | --------------- | --------------- | --------------- | --------------- | --------------- | --------------- |
| 27 試合         | (T)KO           | 一本            | 判定            | その他          | 引き分け        | 無効試合        |
| 15 勝           | 1               | 9               | 5               | 0               | 0               | 0               |
| 12 敗           | 0               | 4               | 8               | 0               | 0               | 0               |

| 勝敗 | 対戦相手                 | 試合結果                                   | 大会名 | 開催年月日     |
| ×    | 山本美憂                 | 5分3R終了 判定1-2                          | RIZIN.11 | 2018年7月29日  |
| ×    | 浅倉カンナ               | 5分3R終了 判定0-3                          | DEEP JEWELS 17 | 2017年8月26日  |
| ○    | ベスターレ・キシャー     | 1R 2:11 スリーパーホールド                 | RIZIN 2017 in YOKOHAMA -SAKURA-                                                                                            | 2017年4月16日  |
| ×    | 黒部三奈                 | 5分3R終了 判定0-3                          | DEEP JEWELS 14 | 2016年11月3日  |
| ○    | 華DATE                   | 1R 4:39 腕ひしぎ十字固め                   | DEEP JEWELS 12 | 2016年6月5日   |
| ×    | 富松恵美                 | 2R 4:49 チョークスリーパー                 | DEEP JEWELS 11 | 2016年3月5日   |
| ×    | ハム・ソヒ               | 2R 2:43 腕ひしぎ十字固め                   | DEEP JEWELS 6 【DEEP JEWELSフェザー級タイトルマッチ】                                                                      | 2014年11月3日  |
| ○    | SARAMI                   | 1R 4:44 腕ひしぎ十字固め                   | DEEP JEWELS 4 | 2014年5月18日  |
| ○    | WINDY智美                | 2R1:04 腕ひしぎ十字固め                    | PANCRASE 2012 PROGRESS TOUR 【最恐伝承 WINDY智美ラストマッチ】                                                             | 2012年3月11日  |
| ×    | 辻結花                   | 5分2R終了 判定0-3                          | JEWELS 15th RING | 2011年7月9日   |
| ×    | ハム・ソヒ               | 5分2R終了 判定0-3                          | DEEP 52 IMPACT | 2011年2月25日  |
| ○    | アミバ                   | 1R 2:14 腕ひしぎ十字固め                   | JEWELS 11th RING 【JEWELS初代ライト級女王決定トーナメント リザーブマッチ】                                                 | 2010年12月17日 |
| ○    | セリーナ                 | 5分2R終了 判定3-0                          | JEWELS 10th RING | 2010年10月10日 |
| ×    | 能村さくら               | 5分2R終了 判定0-3                          | JEWELS 9th RING 【JEWELS初代ライト級女王決定トーナメント 1回戦】                                                           | 2010年7月31日  |
| ○    | 市井舞                   | 2R 2:41 腕ひしぎ十字固め                   | JEWELS 8th RING | 2010年5月23日  |
| ○    | サリー・クラムディアック | 1R 2:45 腕ひしぎ十字固め                   | JEWELS 6th RING | 2009年12月11日 |
| ×    | 藤井惠                   | 2R 4:17 腕ひしぎ十字固め                   | JEWELS 4th RING | 2009年7月11日  |
| ○    | 小林華子                 | 1R 2:20 TKO（3ダウン：スタンドパンチ連打） | JEWELS 2nd RING | 2009年2月4日   |
| ○    | 長野美香                 | 5分2R終了 判定3-0                          | JEWELS 旗揚げ戦 | 2008年11月16日 |
| ○    | HARUMI                   | 1R 2:45 腕ひしぎ十字固め                   | 格闘王国ミニLIVE in サマフェス!! '08                                                                                       | 2008年8月6日   |
| ×    | ハム・ソヒ               | 5分2R終了 判定0-3                          | SMACKGIRL WORLD ReMix TOURNAMENT 2008 開幕戦 【ライト級トーナメント 1回戦】                                                | 2008年2月14日  |
| ○    | トリーシャ・プーヴィ     | 1R 4:18 腕ひしぎ十字固め                   | SMACKGIRL 7th ANNIVERSARY 〜Starting Over〜                                                                                | 2007年12月26日 |
| ○    | 有賀美由紀               | 5分2R終了 判定3-0                          | 格闘王国 LIVE 2007 【リアルファイティングルール特別試合】                                                                  | 2007年11月25日 |
| ○    | 吉田正子                 | 5分2R終了 判定3-0                          | SMACKGIRL 2007 〜女王たちの一番熱い夏〜                                                                                    | 2007年9月6日   |
| ×    | V一                      | 2R 1:24 膝十字固め                         | SMACKGIRL-F 2007 〜The Next Cinderella Tournament 2007 2nd Stage〜 【The Next Cinderella Tournament 2007 ライト級 準決勝】 | 2007年5月19日  |
| ○    | YOKO                     | 5分2R終了 判定3-0                          | SMACKGIRL 2007 〜絶対女王は大正浪漫を舞ひ奏で〜 【The Next Cinderella Tournament 2007 ライト級 1回戦】                     | 2007年4月28日  |
| ×    | 高林恭子                 | 5分2R終了 判定0-3                          | SMACKGIRL-F 2007 〜The Next Cinderella Tournament 2007 開幕戦〜                                                            | 2007年3月11日  |

### グラップリング
| 勝敗 | 対戦相手 | 試合結果                 | 大会名                                                                                         | 開催年月日    |
| ×    | 浜崎朱加 | 4分2R終了 判定1-2        | JEWELS 14th RING 【JEWELSグラップリングルール -52kg契約】                                      | 2011年5月14日 |
| ×    | 阿部恭子 | 4:18 腕ひしぎ十字固め    | Giグラップリング2008 【Giグラップリング2008 QUEEN TOURNAMENT エキスパート 52.0kg以下級 1回戦】 | 2008年8月31日 |
| ○    | 合庭未記 | 1R 1:57 腕ひしぎ十字固め | DEEP X 02                                                                                      | 2007年12月2日 |
| ×    | 茂木康子 | 判定0-2                  | SMACKGIRL GRAPPRING QUEEN TOURNAMENT 2007 【ライト級 1回戦】                                   | 2007年9月24日 |

### シュートボクシング
| 勝敗 | 対戦相手 | 試合結果                  | 大会名                                                                       | 開催年月日    |
| ×    | RENA     | 3R 0:20 TKO（タオル投入） | SHOOT BOXING GIRLS TOURNAMENT Girls S-cup 2009 【Girls S-cup 2009 準決勝戦】 | 2009年8月23日 |
| ○    | 高橋藍   | 2分3R終了 判定3-0         | SHOOT BOXING GIRLS TOURNAMENT Girls S-cup 2009 【Girls S-cup 2009 1回戦】    | 2009年8月23日 |
| ○    | 岡加奈子 | 2分3R終了 判定3-0         | JEWELS 3rd RING【シュートボクシングルール】                                  | 2009年5月16日 |

## 獲得タイトル
- 2007 リアルファイティング空手道選手権大会 52kg以下級 優勝[2]
- 2009 リアルファイティング空手道選手権大会 52kg以下級 優勝[5]
- 2010 リアルファイティング空手道選手権大会 52kg以下級 優勝[13]

## 表彰
- JEWELS 最優秀選手賞（2009年）
- JEWELS 年間最高試合賞（2009年）